# Germantown (Illinois)
Germantown – wieś w Stanach Zjednoczonych, w stanie Illinois, w hrabstwie Clinton.